# Gunter XLIII de Schwarzburgo-Sondershausen
Gunter XLIII de Schwarzburgo-Sondershausen (23 de agosto de 1678-28 de noviembre de 1740), también conocido como Gunter I, fue el príncipe reinante de Schwarzburgo-Sondershausen desde 1720 hasta su muerte.

## Biografía
El príncipe Gunter XLIII era el hijo del príncipe Cristián Guillermo I de Schwarzburgo-Sondershausen (1647-1721) y de su esposa, la princesa Antonia Sibila (1641-1684), una hija del conde Alberto Federico I de Barby-Mühlingen.
Asumió el gobierno durante el tiempo en vida de su padre en 1720, y continuó como un justo, amable y piadoso regente hasta su muerte. En 1713, fue emitido un decreto que instituía la primogenitura, esto es que el hijo mayor del príncipe se convertiría en único sucesor, en lugar de tener que compartir la soberanía con sus hermanos menores, o dividir el principado.
Terminó con la soberanía extranjera sobre varias partes de su principado, lo que incrementó su prestigio. Construyó una nueva iglesia en Jechaburg y una casa principesca en Sondershausen. Su afición era la caza, construyendo un pabellón de caza nombrado zum Possen en el Hainleite, cerca de Sondershausen. El nombre del pabellón se derivaba de un poema escrito por su medio hermana, Cristiana Guillermina.
Después de morir sin descendencia en 1740, su hermanastro, Enrique XXXV, heredó el principado.

## Matrimonio
Gunter contrajo matrimonio el 2 de octubre de 1712 con Isabel Albertina (1693-1774), una hija del príncipe Carlos Federico de Anhalt-Bernburg. El matrimonio permaneció sin hijos.